# 장군님은 태양으로 영생하신다
장군님은 태양으로 영생하신다(將軍님은 太陽으로 永生하신다)는 조선민주주의인민공화국의 노래로 김정일의 우상화 노래이다. 최준경이 작사하고 설태성이 작곡했다. 2011년 김정일의 사망과 함께 공개되었다.